# Městský spolek

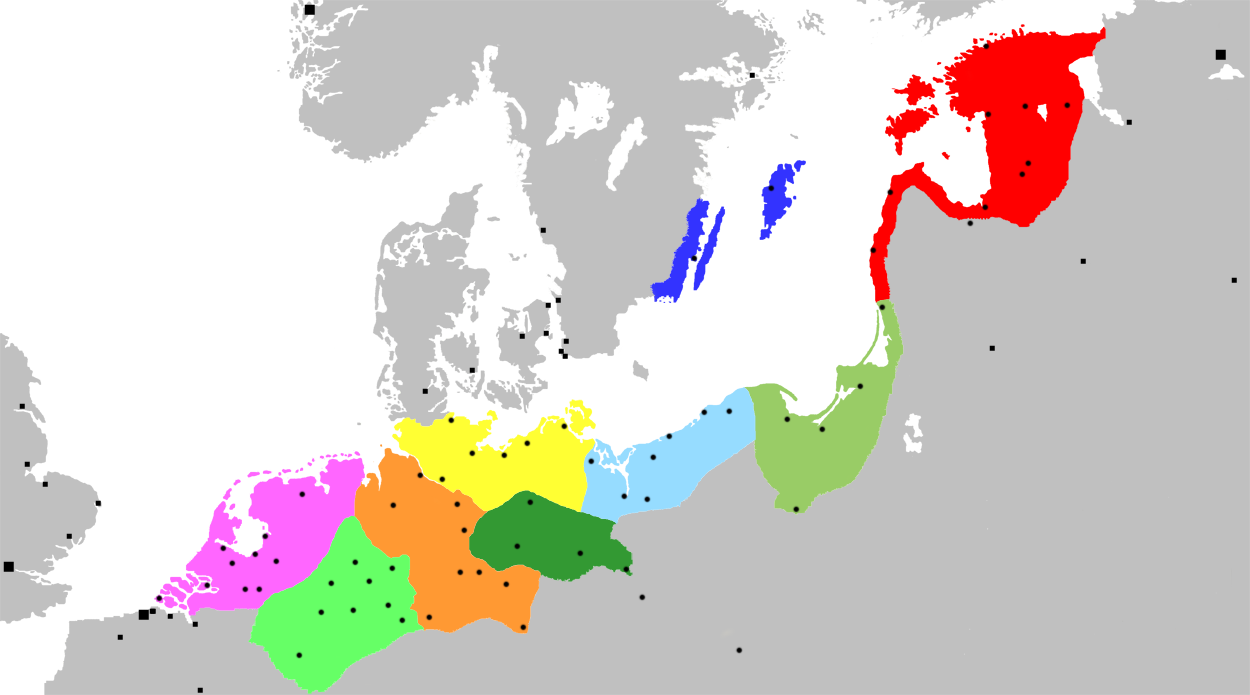
Rozšíření měst severní hanzy kolem roku 1400

Městský spolek, městský svaz, či městská liga apod. je sdružení dvou nebo více měst vytvořené pro vzájemné politické a/nebo ekonomické posílení. V německém prostředí se můžeme setkat s výrazem hanza pro obchodní sdružení měst. 

## Historie
Městské spolky vznikaly především ve 13. století. Kromě vojenských pravomocí disponovaly rozsáhlými právními pravomocemi a rozhodujícím způsobem přispěly k emancipaci měšťanstva od nadvlády šlechty.
Jednotlivé městské spolky také získaly vysoký stupeň moci a staly se tak důležitým ekonomickým a politickým faktorem, který musel brát příslušný panovník v úvahu.
V historii existovala řada městských svazů, například Amfiktyónia, která byla nábožensky a kulturně orientovaná, a Symmachia, která byla vojensky orientovaná, ve starověkém Řecku.

## Významné městské spolky
12. století
- 1183: Lombardský městský spolek
- 1246: Saská liga měst
- 1246: Ladbergener Städtebund: v Ladbergenu uzavřena aliance měst Coesfeld, Herford, Minden, Münster a Osnabrück
- 1254–1257: Rýnský městský spolek: 70 německých měst mezi Lübeckem, Cáchami, Curychem a Řeznem
- 1259: Wendský městský spolek: mezi Lübeckem, Kielem, Wismarem, Rostockem a Stralsundem
- 1291: Švýcarská konfederace – místo měst zpočátku jen tři lesní okresy, případně panství, později kantony

Od 14. století
- 1304–1481: Durynský spolek tří měst (Erfurt, Nordhausen, Mühlhausen)
- 1321  –15. století: Altmärkský městský spolek (Stendal, Salzwedel, Gardelegen, Tangermünde, Osterburg, Seehausen, Werben)
- 1346–1815: Hornolužické šestiměstí pod vedením Budyšína – nejtrvalejší spolek měst v dnešním Německu, nově založen v roce 1991
- 1354–1679: Alsaská liga deseti měst (Décapole)
- 1356–1669: Hanzovní liga
- 1376-1381: Švábský městský spolek: více než 20 švábských měst pod vedením Ulmu
- 1377-1378: Dolnohesenský městský spolek: 18 dolnohesenských měst pod vedením Kasselu
- 1381: Druhý rýnský městský spolek kolem měst Frankfurt, Mohuč, Worms, Špýr a Štrasburk
- 1381–1389: Švábský městský spolek (Jihoněmecká liga)
- 1385–1386: Švábský městský spolek (Kostnická liga)
- 1472–1632: Linzský spolek (Linz am Rhein, Unkel, Erpel, Honnef, Königswinter, Oberkassel, Leutesdorf, Ober- a Niederhammerstein a také Hönningen, Remagen a Mehlem)
- 1487: Svaz hornouherských horních měst: společenství 7 důlních měst v někdejším Uhersku, zejména v Horních Uhrách: Gelnica, Smolník, Jasov, Rožňava, Spišská Nová Ves, Telkibánya a Rudabánya.
- 1488: Švábský spolek: nešlo o spojení měst, nýbrž o stavovskou ligu, neboť kromě říšských měst zde byl velmi silný vliv jihoněmeckých zeměpánů, Württemberska, Tyrolska a menších pánů (Werdenberg, Fürstenberg, Waldburg, Zollern atd.), jakož i říšských rytířů.
- 1531: Šmalkaldský spolek: spojení států říšských měst

## Současnost
V současnosti[kdy?] existuje množství různých městských spolku, které vznikly zejména v průběhu 20. století, ale také městské spolky založené již v 18. století, které zastupují zájmy zúčastněných měst např. vůči místní národní vládě.
Další novou formou „městských aliancí“ jsou mezinárodní kruhy partnerství měst (např. Ravensburg – Montélimar – Rivoli, která mezi sebou uzavřela dohody o partnerství měst) nebo pracovní skupiny na podporu hospodářství, cestovního ruchu a kultury jako je evropské sdružení „Nová Města Evropy“ sdružující 36 členů apod. K podobným cílům byly oživeny i historické městské spolky, jako v roce 1991 Nová hanza nebo Hornolužické šestiměstí, či konurbace Trojměstí z roku 2007 v severním Polsku aj.